# The Belle Stars
The Belle Stars waren eine britische Rockband, die ausschließlich aus Frauen bestand. Ihre Single Sign of the Times, die im Januar 1983 erschien, erreichte Platz 3 in Großbritannien und wurde auch europaweit erfolgreich.  

## Karriere
Ihr Debütalbum erreichte Platz 15 in den UK Albums Charts. Die Single Iko Iko aus dem Jahre 1982 wurde vor allem in den US-Charts erfolgreich und erreichte Platz 14 in den Billboard Top 100 im März. Der Song war außerdem in dem Soundtrack zum Film Rain Man und Hangover enthalten und stammt ursprünglich vom US-amerikanischen Gesangstrio The Dixie Cups.

## Mitglieder
- Jennie Matthias: Lead-Gesang
- Sarah Jane Owen: Lead-Gitarre
- Stella Barker: Rhythmus-Gitarre
- Penny Leyton: Keyboard (1981–1982)
- Miranda Joyce: Saxophon
- Clare Hirst: Tenor-Saxophon, Keyboard (1982–1984)
- Lesley Shone: Bass
- Judy Parsons: Schlagzeug

## Diskografie

### Studioalben
| Jahr | Titel           | Höchstplatzierung, Gesamtwochen, AuszeichnungChartplatzierungen (Jahr, Titel, Platzierungen, Wochen, Auszeichnungen, Anmerkungen) | Höchstplatzierung, Gesamtwochen, AuszeichnungChartplatzierungen (Jahr, Titel, Platzierungen, Wochen, Auszeichnungen, Anmerkungen) | Höchstplatzierung, Gesamtwochen, AuszeichnungChartplatzierungen (Jahr, Titel, Platzierungen, Wochen, Auszeichnungen, Anmerkungen) | Höchstplatzierung, Gesamtwochen, AuszeichnungChartplatzierungen (Jahr, Titel, Platzierungen, Wochen, Auszeichnungen, Anmerkungen) | Höchstplatzierung, Gesamtwochen, AuszeichnungChartplatzierungen (Jahr, Titel, Platzierungen, Wochen, Auszeichnungen, Anmerkungen) | Anmerkungen                       |
| Jahr | Titel           | DE | AT | CH | UK | US | Anmerkungen                       |
| ---- | --------------- | --- | --- | --- | --- | --- | --------------------------------- |
| 1983 | The Belle Stars | — | — | — | UK15 Silber · (12 Wo.)UK | US191 (2 Wo.)US | Erstveröffentlichung: Januar 1983 |

Weitere Veröffentlichungen
- 1993: The Very Best of
- 1994: The Clapping Song
- 1994: Collection
- 2004: Belle Issima, Sweet Memories
- 2010: 80’s Romance: The Complete
- 2013: Live from London

### Singles
| Jahr | Titel Album                       | Höchstplatzierung, Gesamtwochen, AuszeichnungChartplatzierungen (Jahr, Titel, Album, Platzierungen, Wochen, Auszeichnungen, Anmerkungen) | Höchstplatzierung, Gesamtwochen, AuszeichnungChartplatzierungen (Jahr, Titel, Album, Platzierungen, Wochen, Auszeichnungen, Anmerkungen) | Höchstplatzierung, Gesamtwochen, AuszeichnungChartplatzierungen (Jahr, Titel, Album, Platzierungen, Wochen, Auszeichnungen, Anmerkungen) | Höchstplatzierung, Gesamtwochen, AuszeichnungChartplatzierungen (Jahr, Titel, Album, Platzierungen, Wochen, Auszeichnungen, Anmerkungen) | Höchstplatzierung, Gesamtwochen, AuszeichnungChartplatzierungen (Jahr, Titel, Album, Platzierungen, Wochen, Auszeichnungen, Anmerkungen) | Anmerkungen                                                |
| Jahr | Titel Album                       | DE | AT | CH | UK | US | Anmerkungen                                                |
| ---- | --------------------------------- | --- | --- | --- | --- | --- | ---------------------------------------------------------- |
| 1982 | Iko Iko The Belle Stars           | DE30 (8 Wo.)DE | AT13 (10 Wo.)AT | CH6 (12 Wo.)CH | UK35 (8 Wo.)UK | US14 (18 Wo.)US | Erstveröffentlichung: Mai 1982 Wiederveröffentlichung 1989 |
| 1982 | The Clapping Song The Belle Stars | DE64 (4 Wo.)DE | — | — | UK11 (9 Wo.)UK | — | Erstveröffentlichung: Juli 1982                            |
| 1982 | Mockingbird The Belle Stars       | — | — | — | UK51 (3 Wo.)UK | — | Erstveröffentlichung: Oktober 1982                         |
| 1982 | Sign of the Times The Belle Stars | — | — | — | UK3 Silber · (11 Wo.)UK | US75 (4 Wo.)US | Erstveröffentlichung: Dezember 1982                        |
| 1983 | Sweet Memory –                    | — | — | — | UK22 (9 Wo.)UK | — | Erstveröffentlichung: April 1983                           |
| 1983 | Indian Summer The Belle Stars     | — | — | — | UK52 (4 Wo.)UK | — | Erstveröffentlichung: August 1983                          |
| 1983 | The Entertainer –                 | — | — | — | UK95 (3 Wo.)UK | — | Erstveröffentlichung: Oktober 1983                         |
| 1984 | 80’s Romance –                    | — | — | — | UK71 (4 Wo.)UK | — | Erstveröffentlichung: Juni 1984                            |

Weitere Singles
- 1981: Hiawatha
- 1981: Slick Trick
- 1982: Another Latin Love Song
- 1986: World Domination